# 翁為樞
翁為樞（1589年10月4日—17世紀），字紫璇，號瑤槎，福建泉州府永春縣人，明朝政治人物。

## 生平
翁為樞早年出身縣學增廣生，以《春秋》中萬曆三十七年（1609年）福建鄉試第九十名舉人，三十八年（1610年）會試中式第二十一名，聯捷三甲第九十六名進士，獲授國子監助教，天啟元年外任鎮江知府，後官至戶部主事出榷九江。

## 家族
曾祖贈太僕寺寺丞翁環，祖父嘉靖十九年舉人、戶部員外郎翁堯英，父親通判翁日躋，母親郭氏。
翁為樞繼妻吳氏，和孫昌裔妻鄭氏、張秉文妻方孟式都通曉文章；兒子翁士偉，清朝順治十二年進士。